# 沧江新樟
沧江新樟（学名：Neocinnamomum mekongense）为樟科新樟属下的一个种。